# Металіст (Корольов)
Футбольний клуб «Металіст» (Корольов) або просто «Металіст» (рос. Футбольный клуб «Металлист» Королёв)  — радянський та російський футбольний клуб з підмосковного міста Корольов. Виступає в Третьому дивізіоні чемпіонату Росії.
Домашній стадіон клубу — «Металіст» в міському окрузі Корольов, вміщує 2500 глядачів.

## Хронологія назв
- «Динамо — Трудкомуна № 1» (Болшево) — 1928—1933
- «Трудкомуна № 1» (Болшево) — 1934
- «Динамо — Трудкомуна № 1» (Болшево) — 1935—1936
- «Динамо» (Болшево) — 1937—1938
- «Металіст» (Болшево) — 1939—1941
- «Металіст» (Костіно) — 1957—1959
- «Металіст» (Калінінград) — 1960—1995
- «Металіст» (Корольов) — 1996/2009
- «Металіст-Корольов» (Корольов) — 2010—2013
- «Металіст» (Корольов) — з 2014

## Історія
Заснований в 1928 році. Один з найстаріших футбольних клубів Росії, який веде свою історію з моменту заснування команди «Динамо» (Болшево). У 1936, 1937 та 1938 роках виступав у кубку СРСР.

## Досягнення
- Кубок СРСР
  - 1/4 фіналу (1): 1938

- Третій дивізіон, зона «Московська область», група «Б»
  -  Срібний призер (1): 2014
  -  Бронзовий призер (2): 2010, 2011/12

- Третій дивізіон, зона «Московська область», група «Б»
- 5-е місце (1): 2018

- Чемпіонат Московської області, «Вища група»
  -  Чемпіон (2): 2001, 2009

- Меморіал пам'яті льотчика-космонавта В. М. Волкова (проводиться з 1973 року і по теперішній час)
  -  Чемпіон (13): 1983; 1991; 1994; 1995; 1997; 2000; 2003; 2008; 2009; 2011; 2013; 2015; 2019

- Кубок Федерації футболу Московської області (Турнір пам'яті В.А. Єфремова
  -  Володар (1): 2019

## Відомі гравці
- Григорій Балаба
- Георгій Іванов
- Віктор Маслов
- Олександр Пономарьов
- Василь Проворнов
- Сергій Проценко
- Петро Ступаков
- Антон Яковлєв